# Грєхов Михайло Олександрович
Михайло Олександрович Грєхов (рос. Михаил Александрович Грехов; 7 вересня 1901, Санкт-Петербург — 16 листопада 1971) — радянський офіцер, Герой Радянського Союзу, в роки радянсько-німецької війни командир 198-ї легкої артилерійської бригади 2-ї гвардійської танкової армії 1-го Білоруського фронту, полковник.

## Біографія
Народився 7 вересня 1901 року в місті Санкт-Петербурзі в сім'ї робітника. Росіянин. Член КПРС з 1942 року. Закінчив вісім класів середньої школи.
У 1918 році призваний до лав Червоної Армії. Брав участь в Громадянській війні. У 1925 році закінчив Київську об'єднану військову школу. Учасник радянсько-фінської війни 1939—1940 років. У боях радянсько-німецької війни з червня 1941 року. Воював на 1-му Білоруському фронті.
Відзначився на підступах і у вуличних боях у Берліні. Взаємодіючи з наступаючими частинами, з 14 квітня по 2 травня 1945 року, бригада знищувала техніку та живу силу ворога. За цей період вона знищила понад 20 артилерійських і мінометних батарей, 68 кулеметних гнізд, 6 дотів і багато гітлерівців.
Указом Президії Верховної Ради СРСР від 31 травня 1945 року за мужність і героїзм, проявлені в боях за Берлін і вміле командування артилерійської бригадою полковнику Михайлу Олександровичу Грєхову присвоєно звання Героя Радянського Союзу з врученням ордена Леніна і медалі «Золота Зірка» (№ 6747).

Могила Михайла Грєхова

З 1947 року полковник М. А. Грєхов — у відставці. Жив і працював у Києві. Помер 16 листопада 1971 року. Похований у Києві на Звіринецькому кладовищі.

## Нагороди
Нагороджений двома орденами Леніна, двома орденами Червоного Прапора, орденом Суворова 2-го ступеня, медалями.